# ابرار
ابرار روزنامه صبح کشور از روزنامه‌های سراسری ایران. سید محمد صفی‌زاده صاحب امتیازی، مدیرمسئولی و سردبیری نشریه را عهده‌دار است. ابرار ورزشی و ابرار اقتصادی از روزنامه‌های دیگر وابسته به آن است. ابرار از روزنامه‌های صبح کشور است که در موضوعات اجتماعی، فرهنگی، اقتصادی، سیاسی و ورزشی فعالیت دارد.